# Konstantin Fjodorowitsch Satulin

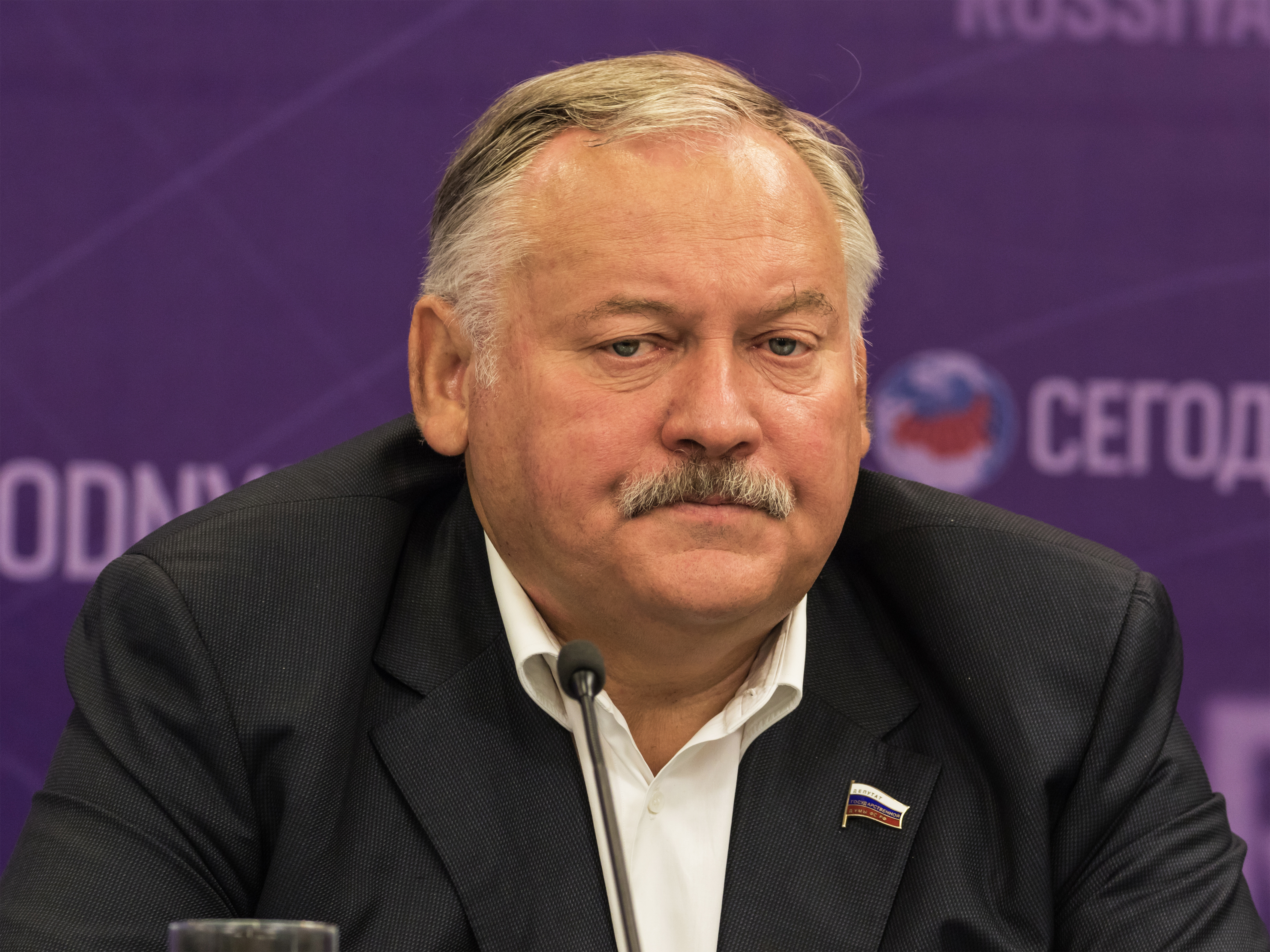
Konstantin Fjodorowitsch Satulin

Konstantin Fjodorowitsch Satulin (russisch Константин Фёдорович Затулин; * 7. September 1958 in Batumi, Adscharische Autonome Sozialistische Sowjetrepublik, Georgische Sozialistische Sowjetrepublik, UdSSR) ist ein russischer Politiker und Abgeordneter der russischen Staatsduma.

## Leben
Satulin studierte Geschichte an der Lomonossow-Universität Moskau und absolvierte diese 1981. Dort schloss er 1985 seine Promotion ab.
1993 wurde er zum Abgeordneten der ersten Staatsduma gewählt, konnte sein Mandat jedoch nur zwei Jahre behalten. 1996 gründete er das Institut der GUS-Staaten, das er bis heute leitet.
Seit 2003 sitzt Satulin als Abgeordneter in der Staatsduma.
Bereits seit den 1990er Jahren gilt er als Verfechter einer harten imperialistischen Politik Russlands gegenüber den ehemaligen Sowjetrepubliken. Noch lange vor der Annexion der Krim 2014 verlangte er die Eingliederung der Halbinsel in das russische Territorium. Zusammen mit Wladimir Schirinowski wurde er 2006 von der Ukraine mit einem Einreiseverbot belegt.
Satulin gilt als überzeugter Separatismus-Anhänger. Nach dem Fünftagekrieg 2008 und der Anerkennung von Abchasien und Südossetien durch Russland als "unabhängige Republiken" wurde Satulin für seine besonderen Verdienste vom abchasischen Präsidenten mit dem Titel „Ehrenbürger von Abchasien“ geehrt.
2021 sagte Satulin in einem Interview: "Die Ukraine ist ein Feind Russlands. Wir sollten alles tun, damit dieser Staat aufhört, zu existieren".
Wegen seiner proarmenischen Position und der Unterstützung für armenische Separatisten in Bergkarabach wurde er in Aserbaidschan 2010 zur „persona non grata“ erklärt.
Aufgrund kritischer Äußerungen gegen die Führung Armeniens wurde Satulin im Oktober 2022 gemeinsam mit Margarita Simonjan von der armenischen Regierung ebenfalls sanktioniert. Demnach darf er nicht mehr nach Armenien einreisen.